# 2010 في المملكة المتحدة
فيما يلي قوائم الأحداث التي وقعت خلال عام 2010 في المملكة المتحدة.

## أحداث
- 6 مايو – انتخابات المملكة المتحدة لعام 2010

## سياسة

### تعيين في المنصب
- 1 يناير – ديفيد ريتشاردز رئيس أركان الدفاع [الإنجليزية]‏.
- 11 مايو – ألان جونسون وزير ظل الدولة للداخلية [الإنجليزية]‏،وزير ظل الدولة الخزانة [الإنجليزية]‏.
- 11 مايو – تيريزا ماي وزير الدولة للشؤون الداخلية [الإنجليزية]‏،وزير الدولة للشؤون الداخلية [الإنجليزية]‏.
- 11 مايو – جاك سترو وزير ظل الدولة للعدل [الإنجليزية]‏، نائب رئيس وزراء المملكة المتحدة [الإنجليزية]‏، Shadow Lord Chancellor [الإنجليزية]‏.
- 11 مايو – جون دينام Secretary of State for Housing, Communities and Local Government [الإنجليزية]‏،وزير ظل الدولة لشؤون الأعمال والابتكار والمهارات [الإنجليزية]‏.
- 11 مايو – ديفيد كاميرون وزير الخدمة المدنية [الإنجليزية]‏، رئيس وزراء المملكة المتحدة، اللورد الأول للخزانة.
- 11 مايو – فيليب هاموند وزير الدولة للنقل [الإنجليزية]‏.
- 11 مايو – نك كلغ نائب رئيس وزراء المملكة المتحدة [الإنجليزية]‏.
- 12 مايو – فينس كيبل وزير الدولة للأعمال والتجارة [الإنجليزية]‏.
- 12 مايو – ليام فوكس وزير الدفاع [الإنجليزية]‏.
- 12 مايو – ويليام هيغ وزير الدولة للشؤون الخارجية وشؤون الكومنولث [الإنجليزية]‏، سكرتير الدولة الأول.
- 14 مايو – صادق خان وزير ظل الدولة للنقل [الإنجليزية]‏،وزير ظل الدولة للعدل [الإنجليزية]‏، Shadow Lord Chancellor [الإنجليزية]‏.
- 14 مايو – هيو روبرتسون Minister for Sport and Civil Society [الإنجليزية]‏.
- 25 سبتمبر – إد ميلباند زعيم معارضة، زعيم حزب العمال.

### انتهاء فترة المنصب
- 1 يناير – آلان شقر Enterprise Champion [الإنجليزية]‏.
- 1 يناير – نيكولاس رايت Bishop of Durham [الإنجليزية]‏.
- 11 مايو – ألان جونسون وزير الدولة للشؤون الداخلية [الإنجليزية]‏،وزير ظل الدولة للداخلية [الإنجليزية]‏.
- 11 مايو – إد ميلباند Secretary of State for Energy and Climate Change [الإنجليزية]‏.
- 11 مايو – تيريزا ماي Shadow Minister for Women and Equalities [الإنجليزية]‏، وزير الدولة لشؤون العمل والمعاشات [الإنجليزية]‏، وزير دولة - ظل - للعمل والمعاشات [الإنجليزية]‏.
- 11 مايو – جاك سترو وزير الدولة للعدل [الإنجليزية]‏، السيد المستشار،نائب رئيس وزراء المملكة المتحدة [الإنجليزية]‏،وزير ظل الدولة للعدل [الإنجليزية]‏، Shadow Lord Chancellor [الإنجليزية]‏.
- 11 مايو – جوردون براون وزير الخدمة المدنية [الإنجليزية]‏، اللورد الأول للخزانة، رئيس وزراء المملكة المتحدة، زعيم حزب العمال.
- 11 مايو – جون دينام Secretary of State for Housing, Communities and Local Government [الإنجليزية]‏،Secretary of State for Housing, Communities and Local Government [الإنجليزية]‏.
- 11 مايو – ديفيد كاميرون زعيم معارضة.
- 11 مايو – ديفيد ميلباند وزير الدولة للشؤون الخارجية وشؤون الكومنولث [الإنجليزية]‏.
- 11 مايو – فيليب هاموند أمين عام الظل الأول لوزارة المالية [الإنجليزية]‏.
- 11 مايو – ليام فوكس وزير ظل الدولة لشؤون الدفاع [الإنجليزية]‏.
- 11 مايو – ويليام هيغ وزير ظل الدولة للخارجية [الإنجليزية]‏.
- 8 أكتوبر – صادق خان وزير ظل الدولة للنقل [الإنجليزية]‏.

## رياضة
- 1 يناير – بطولة ويمبلدون 2010
- 1 يناير – نهائيات الجولة العالمية لرابطة محترفي التنس 2010
- 11 يوليو – جائزة بريطانيا الكبرى 2010 الفائز مارك ويبر.

## ظهور
- 1 يناير – باستيل
- 1 يناير – ون دايركشن

## أفلام
من الأفلام التي صدرت هذه السنة في المملكة المتحدة:
- 1 يناير – أميليا من إخراج ميرا ناير.
- 1 يناير – الرجال الذين يحدقون في الماعز من إخراج جرانت هيسلوف.
- 1 يناير – العظام المحبوبة من إخراج بيتر جاكسون.
- 1 يناير – القاتل بداخلي من إخراج مايكل وينتربوتوم.
- 1 يناير – المربية ماكفي والإنفجار الكبير من إخراج سوزانا وايت.
- 1 يناير – باندورم من إخراج Christian Alvart [الإنجليزية]‏.
- 1 يناير – تامارا درو من إخراج ستيفن فريرز.
- 1 يناير – جوع من إخراج ستيف ماكوين.
- 1 يناير – حافة الظلام من إخراج مارتن كامبل.
- 1 يناير – حوض سمك من إخراج اندريا أرنولد.
- 1 يناير – خطاب الملك من إخراج توم هوبر.
- 1 يناير – سجلات نارنيا: رحلة سفينة داون تريدر من إخراج مايكل أبتيد.
- 1 يناير – غدار من إخراج جيمس وان.
- 1 يناير – غواصة من إخراج ريتشارد أيواد.
- 1 يناير – لا تدعني أذهب أبدا من إخراج Mark Romanek [الإنجليزية]‏.
- 1 يناير – لندن بولفار من إخراج وليام موناهان.
- 18 يناير – التعليم من إخراج Lone Scherfig [الإنجليزية]‏.
- 23 يناير – قمر من إخراج دنكان جونز.
- 16 فبراير – المشعبد من إخراج سيلفان تشوميت.
- 25 فبراير – أليس في بلاد العجائب من إخراج تيم برتون.
- 6 مارس – فيكتوريا الصغيرة من إخراج جين-مارك فالي.
- 12 مارس – كيك-آس من إخراج ماثيو فون.
- 26 مارس – صراع الجبابرة من إخراج لويس ليترير.
- 12 مايو – روبن هود من إخراج ريدلي سكوت.
- 8 يوليو – استهلال من إخراج كريستوفر نولان.
- 22 يوليو – سكوت بيلجرام يواجه العالم من إخراج إدغار رايت.
- 11 نوفمبر – هاري بوتر ومقدسات الموت – الجزء 1 من إخراج دايفيد ييتس.
- 24 ديسمبر – شرلوك هولمز من إخراج غاي ريتشي.

## برامج ومسلسلات وأنمي
- فريق البطل: 108

## موسيقى

### أغاني
من الأغاني التي صدرت هذه السنة في المملكة المتحدة:
- 1 سبتمبر – لوكا من غناء ديزي رسكال.

## كتب
من الكتب التي صدرت هذه السنة في المملكة المتحدة:
- 1 يناير – رحلة من تأليف توني بلير.
- 1 مارس – ثورة ضد الإله من تأليف بيتر هيتشنز.
- 7 سبتمبر – التصميم العظيم من تأليف ستيفن هوكينج.
- 13 سبتمبر – سجلات فراي: السيرة الذاتية من تأليف ستيفن فراي.

## وفيات

### يناير
- 6 يناير – مايكل دوغلاس غولدر (مواليد 1927) أستاذ جامعي من المملكة المتحدة.
- 7 يناير – أليكس باركر (مواليد 1935) لاعب ومدرب كرة قدم اسكتلندي.
- 22 يناير – جين سيمونز (مواليد 1929)
- 28 يناير – باتريشيا كلارك (مواليد 1919) عالمة كيمياء حيوية من المملكة المتحدة.

### فبراير
- 7 فبراير – وليام تين (مواليد 1920) كاتب أمريكي.
- 11 فبراير – ألكسندر ماكوين (مواليد 1969) مصمم من المملكة المتحدة.
- 15 فبراير – كلود وليم رايت: إحاثي وجيولوجي بريطاني (مواليد 1917).
- 22 فبراير – روبن ديفيز (مواليد 1954) ممثل بريطاني.
- 22 فبراير – نيلي لاندري (مواليد 1916)
- 28 فبراير – مارتن بنسن (مواليد 1918) ممثل إنجليزي.

### مارس
- 8 مارس – ديفيد كمحي (مواليد 1928) دبلوماسي إسرائيلي.
- 13 مارس – نيفيل ميد (مواليد 1948) ملاكم من المملكة المتحدة.
- 18 نوفمبر – برايان مارسدن (مواليد 1937) عالم فلك بريطاني.
- 20 مارس – روبن ميلنر (مواليد 1934)
- 22 مارس – جيمس بلاك (مواليد 1924)
- 30 مارس – توم ويلسون (مواليد 1930) لاعب كرة قدم من المملكة المتحدة.

### أبريل
- 8 أبريل – أنطوني فلو (مواليد 1923)
- 8 أبريل – مالكولم مكلارين (مواليد 1946)

### مايو
- 2 مايو – لين ريدغريف (مواليد 1943)

### يوليو
- 2 يوليو – دونا مانسيل (مواليد 1983)
- 24 يوليو – أليكس هيجينز (مواليد 1949) لاعب سنوكر من المملكة المتحدة.
- 29 يوليو – أليكس ويلسون (مواليد 1933) لاعب كرة قدم اسكتلندي.

### أغسطس
- 6 أغسطس – توني جدت (مواليد 1948) مؤرخ بريطاني.
- 26 أغسطس – بوب ميتلاند (مواليد 1924) درّاج طريق من المملكة المتحدة.

### سبتمبر
- 1 سبتمبر – تيم وود (مواليد 1951)
- 3 سبتمبر – سيريل سميث (مواليد 1928)
- 18 سبتمبر – بوبي سميث (مواليد 1933) لاعب كرة قدم إنجليزي.
- 22 سبتمبر – آلان رودكين (مواليد 1941)
- 27 سبتمبر – تريفور تايلور (مواليد 1936)

### أكتوبر
- 4 أكتوبر – نورمان ويزدوم (مواليد 1915)
- 14 أكتوبر – مالكوم أليسون (مواليد 1927) لاعب ومدرب كرة قدم إنجليزي.
- 20 أكتوبر – فاروق ليغاري (مواليد 1940) سياسي باكستاني.
- 28 أكتوبر – روبرت ديكي (مواليد 1964)
- 30 أكتوبر – جون بنسون (مواليد 1942)

### نوفمبر
- 3 نوفمبر – بيل كولنز (مواليد 1920) لاعب كرة قدم إنجليزي.
- 18 نوفمبر – برايان مارسدن (مواليد 1937) عالم فلك بريطاني.
- 29 نوفمبر – موريس ويلكس (مواليد 1913)

### ديسمبر
- 1 ديسمبر – والتر برسي غاردنر (مواليد 1914) جندي بريطاني.
- 20 ديسمبر – بريان هانراهان (مواليد 1949)
- 20 ديسمبر – جوردن فوستر (مواليد 1921) رياضياتي أيرلندي.
- 26 ديسمبر – بيل جونز (مواليد 1921) لاعب كرة قدم إنجليزي.
- 26 ديسمبر – يان صموئيل (مواليد 1915) دبلوماسي بريطاني.